# 岷江
岷江，又叫汶江或都江，是长江上游左岸一级支流，是其水流量最大的支流及中国水利开发最早的河流之一。

## 地理

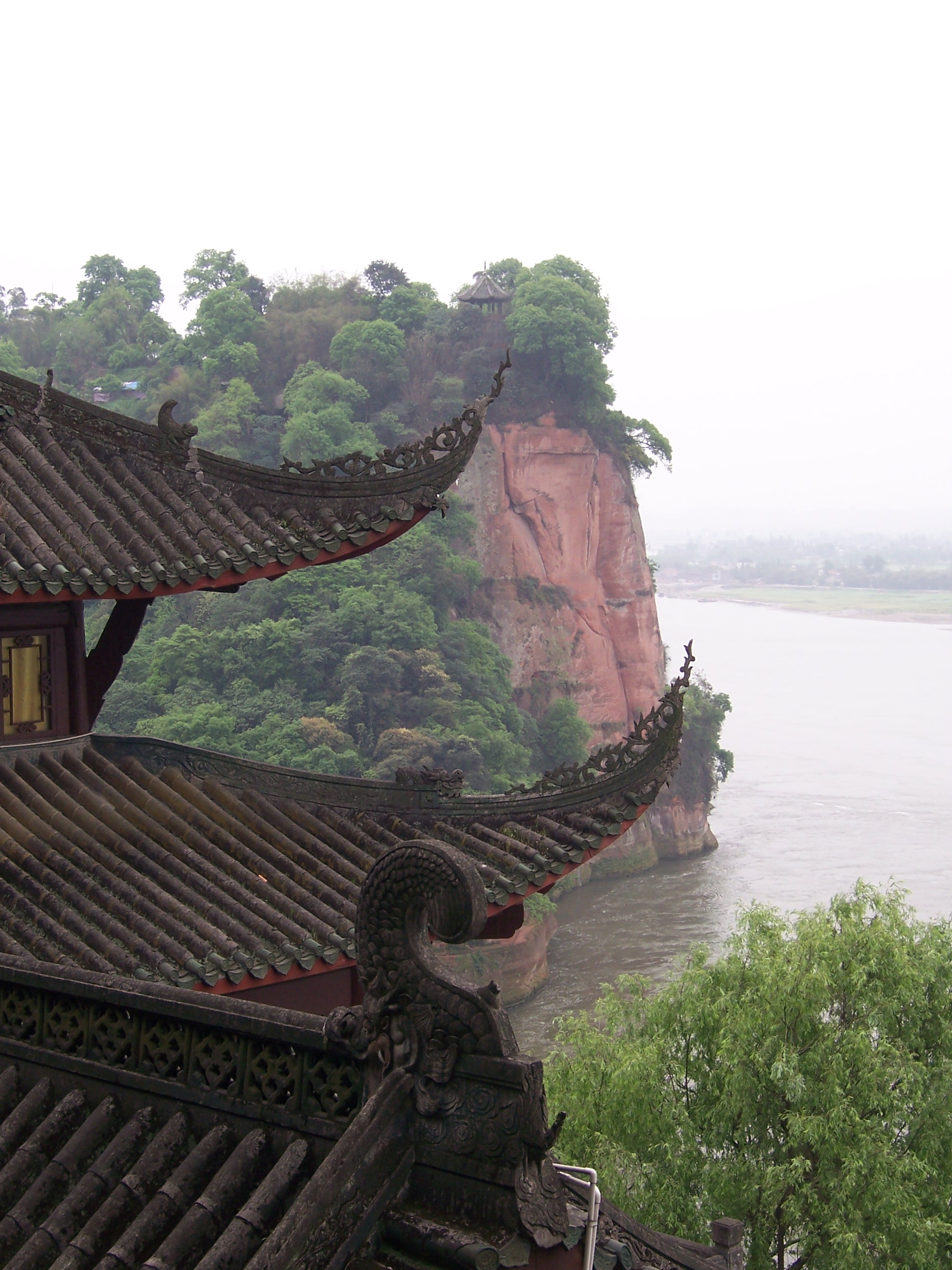
四川省乐山市境内大佛风景区眺望的岷江

岷江是长江上游的一条重要支流，是其上游重要的水分补给来源，河口平均流量每秒2,840立方（3,715立方碼），年径流量相当于黄河的一倍半。其发源于岷山南麓，全长1,279（795英里），天然落差约3,560至3,650（11,680至11,975英尺）左右。其主要流经四川盆地西部，沿途汇入黑水河、杂谷脑河、大渡河、马边河等320余条支流，经过松潘、茂县、汶川、灌县、成都、双流、彭山、眉山、青神、乐山、犍为等市镇，在宜宾汇入长江。其主要通航河道有乐山至宜宾段和成都至乐山段，分别长162和186（101和116英里）。岷江流域位于四川盆地西南边缘地带，地势西高东低，面积约133,000平方（51,352平方英里）；流域人口数量1789.4万人（2005年），其中非农业人口710.3万人。

### 上游
岷江以都江堰以上为上游，处于青藏高原和成都平原间的山地，水能资源丰富。其属于高原气候区，年平均气温12 °C（54 °F）以下。其长度约为341至365（212至227英里）左右，是成都平原乃至长江上游各方面用水的主要来源和水土保持区，气候干、雨季分明。岷江上游流域的面积为23,037平方（8,895平方英里），处于中国一级阶梯向二级阶梯的过渡区，高原面积占流域的三分之一，平均海拔3000-4500米，是经济欠发达地区和羌族等少数民族的聚居地。另外，岷江上游映秀湾以上也是地震多发地段

### 中游

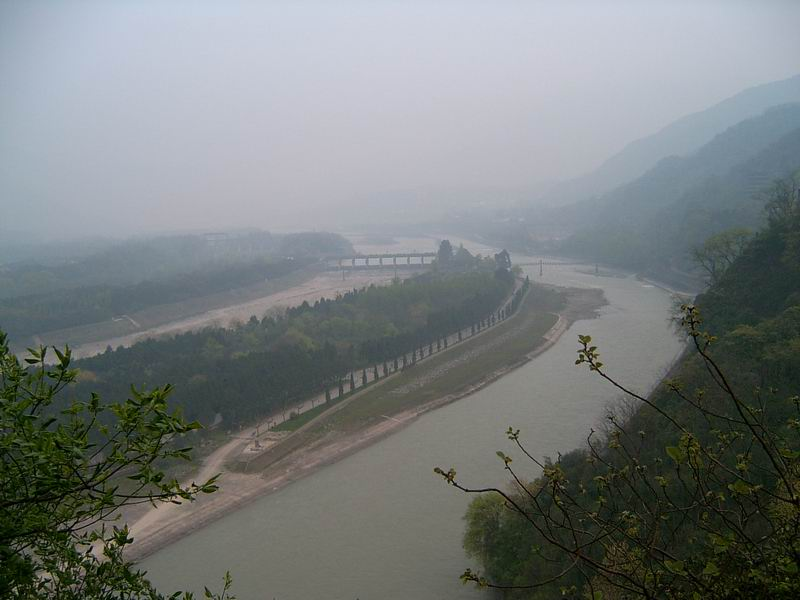
都江堰

从都江堰到乐山为岷江的中游，长约216（134英里），自古被称为四川的“黄金水道”，主要流经成都平原和海拔在800（2,625英尺）以内的丘陵，属于亚热带气候区。岷江中游流域是中国西部地质、地貌、气候的陡变带，古镇密布，文化底蕴丰厚。
岷江中游被都江堰水利工程一分为二，形成外江和内江两条水道，其中外江为干流。外江自都江堰至新津段被称为金马河，在新津与西河汇流后重新称为岷江。内江则分为蒲阳河、柏条河、走马河，并继续分支出众多河流，灌溉成都平原，与沱江水系沟通。其中柏条河与走马河进入成都市区的分支，称为锦江。锦江在眉山市彭山区江口街道与岷江干流汇流。
由于人为因素，如今（2011年）这里的水污染严重，甚至出现过鱼类大量死亡的现象。

### 下游
乐山以下至宜宾则为岷江下游，全长约为152至162（94至101英里）左右，水运交通发达，码头、港口较多，一直可达上海。其和岷江中游一样，属于亚热带气候区，年平均气温15至18 °C（59至64 °F）。在乐山南部，岷江和青衣江、大渡河交汇处，还有着世界最大的石刻大佛，即乐山大佛。

### 水库和水电站
根据规划，岷江上将会建成30余个水库或水电站，目前（2014年）有10余个已建成。这里列出部分位于岷江干流上的水库和水电站：
| 序号 | 名称                 | 所属市州 | 状态 |
| ---- | -------------------- | -------- | --- |
| 1    | 红桥关               | 阿坝     | 未知 |
| 2    | 西宁关               | 阿坝     | 未知 |
| 3    | 龙滩                 | 阿坝     | 未知 |
| 4    | 五里堡               | 阿坝     | 未知 |
| 5    | 莲花岩               | 阿坝     | 未知 |
| 6    | 小海子               | 阿坝     | 已建成 |
| 7    | 天龙湖               | 阿坝     | 已建成 |
| 8    | 金龙潭               | 阿坝     | 已建成 |
| 9    | 飞虹桥               | 阿坝     | 未知 |
| 10   | 燕儿岩               | 阿坝     | 未知 |
| 11   | 铜钟                 | 阿坝     | 已建成 |
| 12   | 姜射坝               | 阿坝     | 已建成 |
| 13   | 福堂                 | 阿坝     | 已建成 |
| 14   | 沙坝                 | 阿坝     | 建设中 |
| 15   | 太平驿               | 阿坝     | 已建成 |
| 16   | 映秀湾               | 阿坝     | 已建成 |
| 17   | 芦干桥               | 阿坝     | 未知 |
| 18   | 狮子坪               | 阿坝     | 未知 |
| 19   | 红叶二               | 阿坝     | 已建成 |
| 20   | 理县                 | 阿坝     | 已建成 |
| 21   | 危关                 | 阿坝     | 未知 |
| 22   | 甘堡                 | 阿坝     | 已建成 |
| 23   | 薛城                 | 阿坝     | 未知 |
| 24   | 古城                 | 阿坝     | 未知 |
| 25   | 下庄                 | 阿坝     | 已建成 |
| 26   | 桑坪                 | 阿坝     | 未知 |
| 27   | 紫坪铺               | 成都     | 已建成 |
| 28   | 杨柳湖               | 成都     | 未知 |
| 29   | 板桥溪               | 乐山     | 未知 |
| 30   | 沙嘴                 | 乐山     | 规划中 |
| 31   | 龙溪口               | 乐山     | 规划中 |
|      | 岷江犍为航电枢纽工程 | 乐山     | 2015年开工。2020年5月5日顺利完成一期蓄水至330米高程。2021年9月15日二期下闸蓄水至335米高程。安装9台灯泡贯流式机组。 |
| 32   | 偏窗子               | 宜宾     | 已建成 |
| 33   | 黑龙滩               | 眉山     | 未知 |

## 历史

### 都江堰的修建

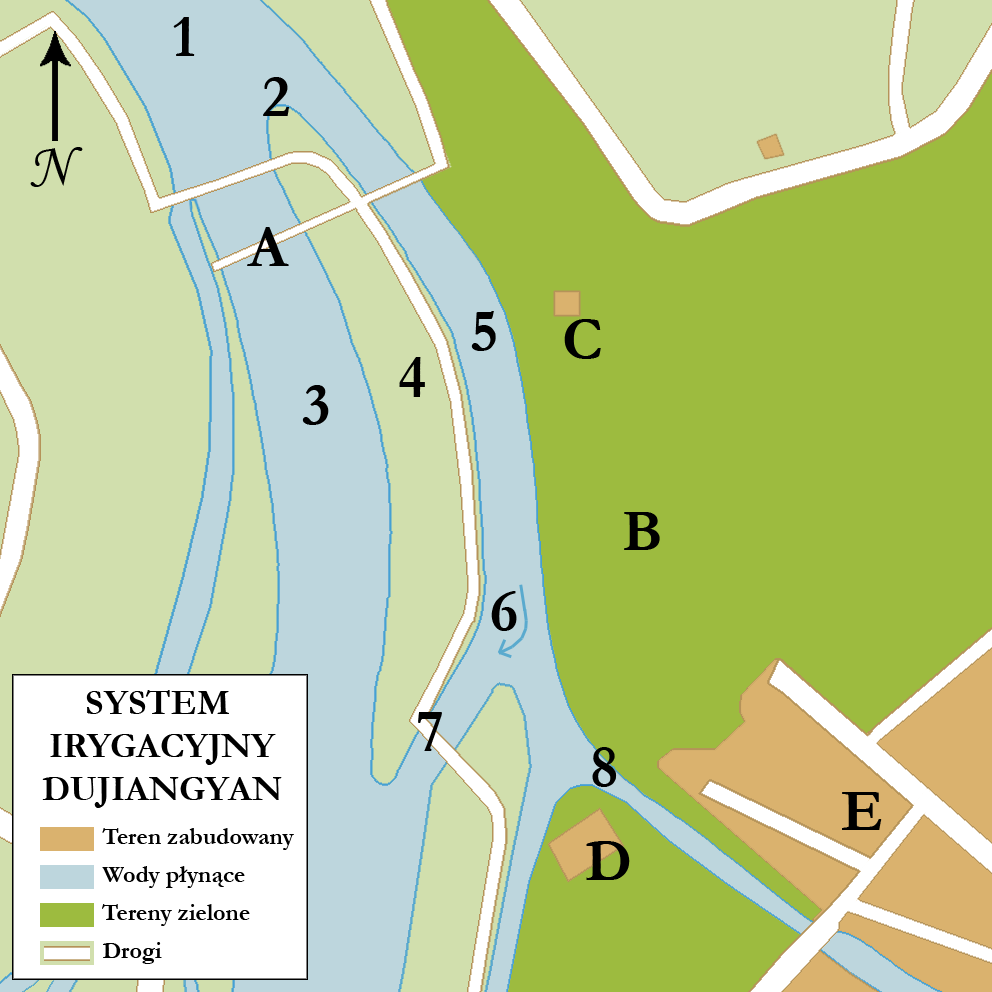
都江堰灌溉系统图

周灭亡后，秦孝文王让李冰当蜀郡太守。李冰当上太守后，公元前256年至前251年，其以防洪、行舟和灌溉为主要目的，征调民工，在岷江上修筑了著名的都江堰水利工程。其主体工程是将岷江水分成两条，其中一条引入成都平原，既起到分洪减灾的作用，又有引水灌田的作用。这给当时的人们带来了很大的好处，让成都平原从此成为了丰饶的“天府之国”。

### 长江源头之争
岷江自先秦开始长期以来被误认为是长江的正源这之中很大的原因是《尚书》中记载长江源头在岷山，后人便将错就错。那之后长时间以来，各种文献依然认为长江的源头在岷山，将岷江直接称之为“江”或“大江”。一直到明朝徐霞客提出金沙江才是长江正源的观点后，才引发了长江正源的争议。不过即使如此，直到清末民初，仍然有不少文献上记载岷江为长江正源。“五四运动”爆发后，才开始正式把岷江作为长江的支流，将长江的正源定为金沙江。但是，或许由于长江源头自然环境恶劣，很少有人能去亲身考证，长江源头问题依然有所争议。

## 资源
岷江流域自然资源丰富，其中岷江上游地区森林资源、水资源和旅游资源尤其丰富。

### 矿产资源
岷江流域主要矿产有铂、镍、铜、钻和金矿等有色金属及贵重金属，另有稀有金属锂、铍、钽、铌矿等。除此之外，还有白云母、石棉、石膏、碳、水晶、蛇纹岩、含钾磷矿等非金属资源，尤其石棉和白云母的储量最高、品质最佳。

### 水资源
岷江流域水资源十分丰富，全流域水能理论蕴藏量占长江流域的将近五分之一，其年径流量占整个四川水资源总量的27%。特别是海拔位置高、降水丰富均匀的岷江上游，水资源更加充沛。但是，由于各种不合理的生产行动，如过度砍伐森林等，导致岷江的水资源21世纪以来受到很大破坏，具体表现为水量减少、水质污染、水土流失、生态环境恶化等。

### 森林资源
岷江流域尤其是岷江上游流域森林资源丰富，是四川省重要的林业基地，截止1983年约有森林面积537,000平方百（2,073平方英里），岷江上游的阿坝州木材总蓄积量达到146,000,000立方（190,960,790立方碼）左右。但由于过度开发和不合理砍伐，仅是从第二次国共内战结束后的30余年时间，森林面积减少了三分之一，生态环境恶化严重。

### 土壤资源
岷江上游流域土地面积24,741平方（9,553平方英里），其中土壤面积就有20,627平方（7,964平方英里），占总土地面积的80%以上，土壤类型众多，但耕地不多。岷江中下游平原地区的土地则更为肥沃，水田可占耕地的90%以上。岷江上游流域的土壤资源和水、森林资源一样，被破坏严重，流域地区常常出现山地滑坡、泥石流等自然灾害。

### 旅游资源
作为四川省开发时间最早的地区之一，岷江流域的旅游资源十分丰富。岷江流域内分布有3处联合国教科文组织认定的世界遗产，6处国家级自然保护区和风景名胜区和27处省级自然保护区和风景名胜区，旅游资源类型多样、特色突出。

#### 都江堰
都江堰位于都江堰市城西，距成都59（37英里），始建于公元前256年，是第二批全国重点文物保护单位和世界文化遗产。其是世界上最古老的无坝引水水利工程，距今已有2250多年历史，至今依然在发挥作用。
其附属古迹二王庙、伏龙观、安澜桥等也是游览胜地。

#### 青城山
青城山古称丈人山，又名赤城山，位于成都平原西北边缘，东距成都68（42英里），是中国著名的道教名山。主峰老霄顶海拔1,600（5,249英尺），山中深邃宁静，素有“青城天下幽”之称。它是中国首批公布的风景名胜区之一，也和都江堰作为一项世界文化遗产被列入世界遗产名录。

#### 乐山大佛
乐山大佛位于岷江、大渡河、青衣江三江汇合之处，北距成都约160（99英里）。乐山大佛高71（233英尺），肩宽24（79英尺），是世界上最大的石刻佛像，被誉为“山是一尊佛，佛是一座山”。此外，其是第二批全国重点文物保护单位和世界文化与自然双重遗产
文藝作品：
《 岷江夜曲》是一首膾炙人口的經典歌曲.

## 延伸阅读
[在维基数据编辑]
 《欽定古今圖書集成·方輿彙編·山川典·汶水部》，出自陈梦雷《古今圖書集成》